# Transports en commun des Pyrénées-Orientales
 (19 février 2020).
Les transports en commun des Pyrénées-Orientales étaient constitués d'un réseau de lignes d'autocar en France dans le département des Pyrénées-Orientales. L'exploitation du réseau était déléguée à un grand nombre de sociétés de transport de la région par l'autorité organisatrice des transports qui était le Conseil départemental des Pyrénées-Orientales. Le réseau était exploité sous la marque Le bus à 1 €.

## Histoire
Dans les Pyrénées-Orientales jusqu'en 2003, l'autorité organisatrice en matière de transports  scolaires et interurbains a été l’Union départementale des syndicats intercommunaux scolaires et de transports (UDSIST). Cette compétence a ensuite été reprise par le conseil général.
Certaines entreprises délégataires de l'exploitation du réseau ont constitué au début des années 1980 un groupement d'intérêt économique, le « GIE Carinter 66 » pour assurer notamment la gestion de la billetterie, l’accueil du public et la vente de billets à la gare routière de Perpignan. Ce GIE a été dissous en 2002.
Le réseau est ensuite exploité par les Courriers Catalans, filiale de Keolis, mais en 2011 le département le reprend en régie avec une flotte de 100 autocars afin d'assurer la desserte du département, des stations de ski pyrénéennes au littoral méditerranéen. Certaines lignes excentrées restent toutefois assurées par les transporteurs privés.
Dans le cadre de la loi NOTRe, la région Occitanie devient compétente en matière de transport en commun à la place des départements. De ce fait, en septembre 2018, le réseau départemental laisse place au réseau régional des lignes intermodales d'Occitanie (LiO).

## Transporteurs
- Les lignes 100, 135, 150 sont assurées par les Transports Michau, société appartenant à Vectalia[5],[6],[7].
- Les lignes 220, 221, 222, 243, 246, 263, 264, 391 et 421 sont assurées par G.E.P Vidal, société du groupe Keolis[8],[9],[10],[11],[12],[13],[14],[15],[16].
- Les lignes 260 et 260a-b, sont assurées par les Transports Cerdans et le conseil départemental des Pyrénées-Orientales[17],[18].
- Les lignes 261 et 265 sont assurés par les Transports Cerdans seuls[19],[20].
- La ligne 300/340 est exploitée par Vaills Asperi et le conseil départemental[21].
- Les lignes 310 et 345 sont exploitées par Vaills Asperi seul[22],[23].
- Les lignes 370, 380, 390, 430 et 460 sont assurées par les Transports Pagès de Thuir[24]
- Les autres lignes sont assurées en régie par le conseil départemental des Pyrénées Orientales.

## Réseau
Ces lignes sont complétées par un service de transport à la demande et un service spécifique pour les personnes handicapées.

### Lignes 100 à 150
| Ligne | Caractéristiques | Caractéristiques              | Caractéristiques              | Caractéristiques              | Caractéristiques              | Caractéristiques                           | Caractéristiques                         | Caractéristiques              | Caractéristiques              |
| 100   | Quillan ⥋ Perpignan | Quillan ⥋ Perpignan           | Quillan ⥋ Perpignan           | Quillan ⥋ Perpignan           | Quillan ⥋ Perpignan           | Quillan ⥋ Perpignan                        | Quillan ⥋ Perpignan                      | Quillan ⥋ Perpignan           | Quillan ⥋ Perpignan           |
| ----- | --- | ----------------------------- | ----------------------------- | ----------------------------- | ----------------------------- | ------------------------------------------ | ---------------------------------------- | ----------------------------- | ----------------------------- |
| 100   | Ouverture / Fermeture — / — | Longueur 80 km                | Durée 1h55-2h00 min           | Nb. d’arrêts 24               | Matériel —                    | Jours de fonctionnement L, Ma, Me, J, V, S | Jour / Soir / Nuit / Fêtes O / N / N / N | Voy. / an —                   | Dépôt —                       |
| 100   | Desserte : Quillan Gare SNCF, Forge, Belvianes, Saint-Martin-Lys, Axat Gare, Mairie, Lapradelle Centre, Caudiès-de-Fenouillèdes Cave, Les Ecoles, La Tuilerie, Casa Germa, Saint-Paul-de-Fenouillet Perception, Le Stade, Maury Lotissement Pougault, Le Boutas, La Poste, Estagel Place, Cases de Pène Boulangerie, Perpignan Aéroport, Clinique Mutualiste, Hôpital, La Roussillonnaise, Variétés, Gare Routière Départementale |                               |                               |                               |                               |                                            |                                          |                               |                               |
| 100   | Autre : |                               |                               |                               |                               |                                            |                                          |                               |                               |
| 100   | Dernière actualisation : — |                               |                               |                               |                               |                                            |                                          |                               |                               |
| 135   | Perpignan ⥋ Salses-le-Château | Perpignan ⥋ Salses-le-Château | Perpignan ⥋ Salses-le-Château | Perpignan ⥋ Salses-le-Château | Perpignan ⥋ Salses-le-Château | Perpignan ⥋ Salses-le-Château              | Perpignan ⥋ Salses-le-Château            | Perpignan ⥋ Salses-le-Château | Perpignan ⥋ Salses-le-Château |
| 135   | Ouverture / Fermeture — / — | Longueur 31 km                | Durée 1h00-1h15 min           | Nb. d’arrêts 20               | Matériel —                    | Jours de fonctionnement L, Ma, Me, J, V, S | Jour / Soir / Nuit / Fêtes O / N / N / N | Voy. / an —                   | Dépôt —                       |
| 135   | Desserte : Perpignan Gare Routière Départementale, Hôpital, Pia Portes de Pia, Lotissement communal, Villa Jeanine, Kiné, Intermarché, Cassagnes, Rond-point du collège, Claira Le Café, Rue du Ruisseau, Rond-point du Souvenir, Mas Borda, ZA Le Grand Selva, Centre Commercial, Salses "Mémorial" camp de Rivesaltes, Cinéma, Place, Santini, Pompiers                                                                         |                               |                               |                               |                               |                                            |                                          |                               |                               |
| 135   | Autre : |                               |                               |                               |                               |                                            |                                          |                               |                               |
| 135   | Dernière actualisation : — |                               |                               |                               |                               |                                            |                                          |                               |                               |
| 150   | Perpignan ⥋ Lansac | Perpignan ⥋ Lansac            | Perpignan ⥋ Lansac            | Perpignan ⥋ Lansac            | Perpignan ⥋ Lansac            | Perpignan ⥋ Lansac                         | Perpignan ⥋ Lansac                       | Perpignan ⥋ Lansac            | Perpignan ⥋ Lansac            |
| 150   | Ouverture / Fermeture — / — | Longueur 40 km                | Durée 1h00 min                | Nb. d’arrêts 9                | Matériel —                    | Jours de fonctionnement L, Ma, Me, J, V, S | Jour / Soir / Nuit / Fêtes O / N / N / N | Voy. / an —                   | Dépôt —                       |
| 150   | Desserte : Perpignan Gare Routière Départementale, Hôpital, Clinique mutualiste, Estagel Place, Latour de France Place du marché, Place Pech, Planèzes Centre, Raziguères Place de la Mairie, Lansac Cave |                               |                               |                               |                               |                                            |                                          |                               |                               |
| 150   | Autre : |                               |                               |                               |                               |                                            |                                          |                               |                               |
| 150   | Dernière actualisation : — |                               |                               |                               |                               |                                            |                                          |                               |                               |

### Lignes 200 à 265
| Ligne  | Caractéristiques | Caractéristiques                                                                      | Caractéristiques                                                                      | Caractéristiques                                                                      | Caractéristiques                                                                      | Caractéristiques                                                                      | Caractéristiques                                                                      | Caractéristiques                                                                      | Caractéristiques                                                                      |
| 200    | Prades ⥋ Perpignan | Prades ⥋ Perpignan                                                                    | Prades ⥋ Perpignan                                                                    | Prades ⥋ Perpignan                                                                    | Prades ⥋ Perpignan                                                                    | Prades ⥋ Perpignan                                                                    | Prades ⥋ Perpignan                                                                    | Prades ⥋ Perpignan                                                                    | Prades ⥋ Perpignan                                                                    |
| ------ | --- | ------------------------------------------------------------------------------------- | ------------------------------------------------------------------------------------- | ------------------------------------------------------------------------------------- | ------------------------------------------------------------------------------------- | ------------------------------------------------------------------------------------- | ------------------------------------------------------------------------------------- | ------------------------------------------------------------------------------------- | ------------------------------------------------------------------------------------- |
| 200    | Ouverture / Fermeture — / — | Longueur 46 km                                                                        | Durée 1h10-1h15 min                                                                   | Nb. d’arrêts 25                                                                       | Matériel —                                                                            | Jours de fonctionnement L, Ma, Me, J, V, S, D                                         | Jour / Soir / Nuit / Fêtes O / N / N / N                                              | Voy. / an —                                                                           | Dépôt —                                                                               |
| 200    | Desserte : Prades Valroch, Lotissement Plein Soleil, Gare Routière, Maison des Entreprises ; Eus Auberge d'Eus ; Marquixanes Route nationale ; Vinça Gendarmerie, La Croix, Place de la liberté ; Rodès RN 116 ; Bouleternère RN 116, Rue du Roussillon, Monument ; Ille-sur-Têt Ermita, Stade, Foiral "Avenue Pasteur", Rond point ; Néfiach Centre ; Millas Intermarché, Foiral ; Saint-Féliu-d'Amont Café ; Saint-Féliu-d'Avall Mairie ; Le Soler Guy Malé ; Perpignan Saint-Pierre, Gare Routière Départementale (Boulevard Saint-Ascicle) |                                                                                       |                                                                                       |                                                                                       |                                                                                       |                                                                                       |                                                                                       |                                                                                       |                                                                                       |
| 200    | Autre : Ligne commune à la 240 sur certains trajets |                                                                                       |                                                                                       |                                                                                       |                                                                                       |                                                                                       |                                                                                       |                                                                                       |                                                                                       |
| 200    | Dernière actualisation : — |                                                                                       |                                                                                       |                                                                                       |                                                                                       |                                                                                       |                                                                                       |                                                                                       |                                                                                       |
| 210    | Millas ⥋ Perpignan | Millas ⥋ Perpignan                                                                    | Millas ⥋ Perpignan                                                                    | Millas ⥋ Perpignan                                                                    | Millas ⥋ Perpignan                                                                    | Millas ⥋ Perpignan                                                                    | Millas ⥋ Perpignan                                                                    | Millas ⥋ Perpignan                                                                    | Millas ⥋ Perpignan                                                                    |
| 210    | Ouverture / Fermeture — / — | Longueur 21 km                                                                        | Durée 30 min                                                                          | Nb. d’arrêts 7                                                                        | Matériel —                                                                            | Jours de fonctionnement L, Ma, Me, J, V, S                                            | Jour / Soir / Nuit / Fêtes O / N / N / N                                              | Voy. / an —                                                                           | Dépôt —                                                                               |
| 210    | Desserte : Millas Foiral, Intermarché ; Corneilla-la-Rivière Cave, Cimetière, Clave Verte ; Perpignan Saint-Pierre, Gare Routière Départementale (Boulevard Saint-Ascicle) |                                                                                       |                                                                                       |                                                                                       |                                                                                       |                                                                                       |                                                                                       |                                                                                       |                                                                                       |
| 210    | Autre : |                                                                                       |                                                                                       |                                                                                       |                                                                                       |                                                                                       |                                                                                       |                                                                                       |                                                                                       |
| 210    | Dernière actualisation : — |                                                                                       |                                                                                       |                                                                                       |                                                                                       |                                                                                       |                                                                                       |                                                                                       |                                                                                       |
| 220    | Corbère-le-Château ⥋ Perpignan | Corbère-le-Château ⥋ Perpignan                                                        | Corbère-le-Château ⥋ Perpignan                                                        | Corbère-le-Château ⥋ Perpignan                                                        | Corbère-le-Château ⥋ Perpignan                                                        | Corbère-le-Château ⥋ Perpignan                                                        | Corbère-le-Château ⥋ Perpignan                                                        | Corbère-le-Château ⥋ Perpignan                                                        | Corbère-le-Château ⥋ Perpignan                                                        |
| 220    | Ouverture / Fermeture — / — | Longueur 30 km                                                                        | Durée 50-55 min                                                                       | Nb. d’arrêts 15-16                                                                    | Matériel —                                                                            | Jours de fonctionnement L, Ma, Me, J, V, S                                            | Jour / Soir / Nuit / Fêtes O / N / N / N                                              | Voy. / an —                                                                           | Dépôt —                                                                               |
| 220    | Desserte : Corbère-le-Château Maire, Carrefour ; Corbère-les-Cabanes Rue du Ribéral, Mairie ; Ille-sur-Têt Coopérative Fruitière, Gare SNCF, Foiral, Rond Point ; Néfiach Centre ; Millas Intermarché, Foiral ; Saint-Féliu-d'Amont Café ; Saint-Féliu-d'Avall Mairie ; Le Soler Guy Malé ; Perpignan Saint-Pierre, Gare Routière Départementale (Boulevard Saint-Ascicle) |                                                                                       |                                                                                       |                                                                                       |                                                                                       |                                                                                       |                                                                                       |                                                                                       |                                                                                       |
| 220    | Autre : Tronc commun avec la ligne 240 d'Ille-sur Têt - Foiral à Perpignan |                                                                                       |                                                                                       |                                                                                       |                                                                                       |                                                                                       |                                                                                       |                                                                                       |                                                                                       |
| 220    | Dernière actualisation : — |                                                                                       |                                                                                       |                                                                                       |                                                                                       |                                                                                       |                                                                                       |                                                                                       |                                                                                       |
| 221    | Rabouillet ⥋ Ille-sur-Têt | Rabouillet ⥋ Ille-sur-Têt                                                             | Rabouillet ⥋ Ille-sur-Têt                                                             | Rabouillet ⥋ Ille-sur-Têt                                                             | Rabouillet ⥋ Ille-sur-Têt                                                             | Rabouillet ⥋ Ille-sur-Têt                                                             | Rabouillet ⥋ Ille-sur-Têt                                                             | Rabouillet ⥋ Ille-sur-Têt                                                             | Rabouillet ⥋ Ille-sur-Têt                                                             |
| 221    | Ouverture / Fermeture — / — | Longueur 28 km                                                                        | Durée 50 min                                                                          | Nb. d’arrêts 5                                                                        | Matériel —                                                                            | Jours de fonctionnement Me, V, S                                                      | Jour / Soir / Nuit / Fêtes O / N / N / N                                              | Voy. / an —                                                                           | Dépôt —                                                                               |
| 221    | Desserte : Rabouillet Place de la Commune ; Sournia Place ; Trévillach La porte des Fenouillèdes ; Montalba-le-Château Mairie ; Ille-sur-Têt Foirail |                                                                                       |                                                                                       |                                                                                       |                                                                                       |                                                                                       |                                                                                       |                                                                                       |                                                                                       |
| 221    | Autre : A Ille-sur-Têt, orrespondance avec les lignes 260 et 220 vers Perpignan – Gare Routière |                                                                                       |                                                                                       |                                                                                       |                                                                                       |                                                                                       |                                                                                       |                                                                                       |                                                                                       |
| 221    | Dernière actualisation : — |                                                                                       |                                                                                       |                                                                                       |                                                                                       |                                                                                       |                                                                                       |                                                                                       |                                                                                       |
| 222    | Rodès ⥋ Ille-sur-Têt | Rodès ⥋ Ille-sur-Têt                                                                  | Rodès ⥋ Ille-sur-Têt                                                                  | Rodès ⥋ Ille-sur-Têt                                                                  | Rodès ⥋ Ille-sur-Têt                                                                  | Rodès ⥋ Ille-sur-Têt                                                                  | Rodès ⥋ Ille-sur-Têt                                                                  | Rodès ⥋ Ille-sur-Têt                                                                  | Rodès ⥋ Ille-sur-Têt                                                                  |
| 222    | Ouverture / Fermeture — / — | Longueur 7,5 km                                                                       | Durée 15 min                                                                          | Nb. d’arrêts 6                                                                        | Matériel —                                                                            | Jours de fonctionnement Me, V, S                                                      | Jour / Soir / Nuit / Fêtes O / N / N / N                                              | Voy. / an —                                                                           | Dépôt —                                                                               |
| 222    | Desserte : Rodès Place de l'Olliveda, RN 116 ; Ille-sur-Têt Ermita, Stade, Foiral, Rond point |                                                                                       |                                                                                       |                                                                                       |                                                                                       |                                                                                       |                                                                                       |                                                                                       |                                                                                       |
| 222    | Autre : |                                                                                       |                                                                                       |                                                                                       |                                                                                       |                                                                                       |                                                                                       |                                                                                       |                                                                                       |
| 222    | Dernière actualisation : — |                                                                                       |                                                                                       |                                                                                       |                                                                                       |                                                                                       |                                                                                       |                                                                                       |                                                                                       |
| 240    | Casteil ⥋ Prades | Casteil ⥋ Prades                                                                      | Casteil ⥋ Prades                                                                      | Casteil ⥋ Prades                                                                      | Casteil ⥋ Prades                                                                      | Casteil ⥋ Prades                                                                      | Casteil ⥋ Prades                                                                      | Casteil ⥋ Prades                                                                      | Casteil ⥋ Prades                                                                      |
| 240    | Ouverture / Fermeture — / — | Longueur 15 km                                                                        | Durée 30 min                                                                          | Nb. d’arrêts 11                                                                       | Matériel —                                                                            | Jours de fonctionnement L, Ma, Me, J, V, S                                            | Jour / Soir / Nuit / Fêtes O / N / N / N                                              | Voy. / an —                                                                           | Dépôt —                                                                               |
| 240    | Desserte : Casteil Parking ; Vernet-les-Bains Les Thermes, La Poste, Avenue du Docteur Jalibert ; Corneilla-de-Conflent Abribus ; Villefranche-de-Conflent Cité, Gare SNCF ; Ria Centre ; Prades Valroch, Lotissement Plein Soleil, Gare Routière |                                                                                       |                                                                                       |                                                                                       |                                                                                       |                                                                                       |                                                                                       |                                                                                       |                                                                                       |
| 240    | Autre : Certains trajets se poursuivent directement en tant que ligne 220 vers Perpignan – Gare Routière. |                                                                                       |                                                                                       |                                                                                       |                                                                                       |                                                                                       |                                                                                       |                                                                                       |                                                                                       |
| 240    | Dernière actualisation : — |                                                                                       |                                                                                       |                                                                                       |                                                                                       |                                                                                       |                                                                                       |                                                                                       |                                                                                       |
| 243    | Campôme ⥋ Prades | Campôme ⥋ Prades                                                                      | Campôme ⥋ Prades                                                                      | Campôme ⥋ Prades                                                                      | Campôme ⥋ Prades                                                                      | Campôme ⥋ Prades                                                                      | Campôme ⥋ Prades                                                                      | Campôme ⥋ Prades                                                                      | Campôme ⥋ Prades                                                                      |
| 243    | Ouverture / Fermeture — / — | Longueur 20 km                                                                        | Durée 35 min                                                                          | Nb. d’arrêts 16                                                                       | Matériel —                                                                            | Jours de fonctionnement L, Ma, Me, J, V, S                                            | Jour / Soir / Nuit / Fêtes O / N / N / N                                              | Voy. / an —                                                                           | Dépôt —                                                                               |
| 243    | Desserte : Campôme Village ; Mosset Hameau de Brèzes, La Carole, Croisement route de la Carole, Place ; Campôme Carrefour ; Molitg Village, Thermes ; Catllar Ecole, Mas Riquer ; Prades Hôpital, Piscine, Chant des Oiseaux, Gare Routière, Aymerich, Cité Universitaire |                                                                                       |                                                                                       |                                                                                       |                                                                                       |                                                                                       |                                                                                       |                                                                                       |                                                                                       |
| 243    | Autre : correspondances avec les lignes 240 et 260 destination Perpignan en gare routière de Prades. |                                                                                       |                                                                                       |                                                                                       |                                                                                       |                                                                                       |                                                                                       |                                                                                       |                                                                                       |
| 243    | Dernière actualisation : — |                                                                                       |                                                                                       |                                                                                       |                                                                                       |                                                                                       |                                                                                       |                                                                                       |                                                                                       |
| 245    | Py ⥋ Sahorre | Py ⥋ Sahorre                                                                          | Py ⥋ Sahorre                                                                          | Py ⥋ Sahorre                                                                          | Py ⥋ Sahorre                                                                          | Py ⥋ Sahorre                                                                          | Py ⥋ Sahorre                                                                          | Py ⥋ Sahorre                                                                          | Py ⥋ Sahorre                                                                          |
| 245    | Ouverture / Fermeture — / — | Longueur 21 km                                                                        | Durée 45 min                                                                          | Nb. d’arrêts 9                                                                        | Matériel —                                                                            | Jours de fonctionnement L, Ma, Me, J, V, S                                            | Jour / Soir / Nuit / Fêtes O / N / N / N                                              | Voy. / an —                                                                           | Dépôt —                                                                               |
| 245    | Desserte : Py La Pareguera ; Sahorre Place le Casteil ; Fuilla Haut, Del Mitg, Bas ; Villefranche Cité, Gare SNCF ; Ria Centre ; Prades Chant des oiseaux, Gare Routière |                                                                                       |                                                                                       |                                                                                       |                                                                                       |                                                                                       |                                                                                       |                                                                                       |                                                                                       |
| 245    | Autre : |                                                                                       |                                                                                       |                                                                                       |                                                                                       |                                                                                       |                                                                                       |                                                                                       |                                                                                       |
| 245    | Dernière actualisation : — |                                                                                       |                                                                                       |                                                                                       |                                                                                       |                                                                                       |                                                                                       |                                                                                       |                                                                                       |
| 246    | Los Masos ⥋ Prades | Los Masos ⥋ Prades                                                                    | Los Masos ⥋ Prades                                                                    | Los Masos ⥋ Prades                                                                    | Los Masos ⥋ Prades                                                                    | Los Masos ⥋ Prades                                                                    | Los Masos ⥋ Prades                                                                    | Los Masos ⥋ Prades                                                                    | Los Masos ⥋ Prades                                                                    |
| 246    | Ouverture / Fermeture — / — | Longueur 10 km                                                                        | Durée 10 min                                                                          | Nb. d’arrêts 8                                                                        | Matériel —                                                                            | Jours de fonctionnement Ma                                                            | Jour / Soir / Nuit / Fêtes O / N / N / N                                              | Voy. / an —                                                                           | Dépôt —                                                                               |
| 246    | Desserte : Los Masos Llonat lotissement Canigou, Llonat salle des fêtes, Lloncet Place, Llonat Château d'Eau, Ballanet, La sacristie ; Prades Chant des oiseaux, Gare routière |                                                                                       |                                                                                       |                                                                                       |                                                                                       |                                                                                       |                                                                                       |                                                                                       |                                                                                       |
| 246    | Autre : Arrêts desservis à la demande |                                                                                       |                                                                                       |                                                                                       |                                                                                       |                                                                                       |                                                                                       |                                                                                       |                                                                                       |
| 246    | Dernière actualisation : — |                                                                                       |                                                                                       |                                                                                       |                                                                                       |                                                                                       |                                                                                       |                                                                                       |                                                                                       |
| 247    | Fillols ⥋ Codalet | Fillols ⥋ Codalet                                                                     | Fillols ⥋ Codalet                                                                     | Fillols ⥋ Codalet                                                                     | Fillols ⥋ Codalet                                                                     | Fillols ⥋ Codalet                                                                     | Fillols ⥋ Codalet                                                                     | Fillols ⥋ Codalet                                                                     | Fillols ⥋ Codalet                                                                     |
| 247    | Ouverture / Fermeture — / — | Longueur 15 km                                                                        | Durée 25 min                                                                          | Nb. d’arrêts 11                                                                       | Matériel —                                                                            | Jours de fonctionnement Ma                                                            | Jour / Soir / Nuit / Fêtes O / N / N / N                                              | Voy. / an —                                                                           | Dépôt —                                                                               |
| 247    | Desserte : Fillols Mairie, Col de Millières ; Taurinya Mas des Colomines, Haut, Bas ; Saint-Michel-de-Cuxa Abbaye ; Codalet Lot Saint Jean, Place de la Mairie, Arrêt Bus ; Prades Chant des oiseaux, Gare Routière |                                                                                       |                                                                                       |                                                                                       |                                                                                       |                                                                                       |                                                                                       |                                                                                       |                                                                                       |
| 247    | Autre : La ligne est séparée en 2 branches dans le sens Fillols/Codalet - Prades ; dans l'autre sens elle ne forme qu'une seule branche. |                                                                                       |                                                                                       |                                                                                       |                                                                                       |                                                                                       |                                                                                       |                                                                                       |                                                                                       |
| 247    | Dernière actualisation : — |                                                                                       |                                                                                       |                                                                                       |                                                                                       |                                                                                       |                                                                                       |                                                                                       |                                                                                       |
| 260    | Porta / Latour de Carol / Bourg-Madame / Font-Romeu / Mont-Louis / Prades ⥋ Perpignan | Porta / Latour de Carol / Bourg-Madame / Font-Romeu / Mont-Louis / Prades ⥋ Perpignan | Porta / Latour de Carol / Bourg-Madame / Font-Romeu / Mont-Louis / Prades ⥋ Perpignan | Porta / Latour de Carol / Bourg-Madame / Font-Romeu / Mont-Louis / Prades ⥋ Perpignan | Porta / Latour de Carol / Bourg-Madame / Font-Romeu / Mont-Louis / Prades ⥋ Perpignan | Porta / Latour de Carol / Bourg-Madame / Font-Romeu / Mont-Louis / Prades ⥋ Perpignan | Porta / Latour de Carol / Bourg-Madame / Font-Romeu / Mont-Louis / Prades ⥋ Perpignan | Porta / Latour de Carol / Bourg-Madame / Font-Romeu / Mont-Louis / Prades ⥋ Perpignan | Porta / Latour de Carol / Bourg-Madame / Font-Romeu / Mont-Louis / Prades ⥋ Perpignan |
| 260    | Ouverture / Fermeture — / — | Longueur 111/133 km km                                                                | Durée 3h−3h30 min                                                                     | Nb. d’arrêts 38-54                                                                    | Matériel Mercedes-Benz Intouro                                                        | Jours de fonctionnement L, Ma, Me, J, V, S, D                                         | Jour / Soir / Nuit / Fêtes O / N / N / N                                              | Voy. / an —                                                                           | Dépôt —                                                                               |
| 260    | Desserte : - Latour-de-Carol Foyer ; Enveitg Gare SNCF, La Poste, Balcon Cerdan ; Ur RN 20 ; Bourg-Madame La Poste ; Osséja Parking École ; Nahuja Carrefour ; Err Place ; Saillagouse Mairie, Place de Cerdagne ; La Cabanasse Col de la Perche ; Mont-Louis Porte de France - Porté-Puymorens Parking Castel Isard ; Porta Parking RN 20 ; Latour-de-Carol Foyer ; Enveitg Gare SNCF, La Poste, Balcon Cerdan ; Ur Mairie ; Villeneuve-les-Escaldes Rond point de Dorres ; Angoustrine Mairie, École ; Targasonne Place ; Égat Auto-école ; Font-Romeu Office du Tourisme, Ermitage ; Bolquère Rond point de Pyrénées 2000, Office du Tourisme ; Mont-Louis Porte de France ; Fetges Route nationale ; Thuès-Entre-Valls La Poste, Les Thermes ; Olette Hôtel de Ville ; Serdinya Joncet, Arrêt de bus ; Villefranche-de-Conflent Cité ; Ria Centre ; Prades Valroch, Lotissement Plein Soleil, Gare routière, Maison des Entreprises ; ... ; Perpignan Saint Pierre, Gare Routière Départementale (Boulevard St Assiscle |                                                                                       |                                                                                       |                                                                                       |                                                                                       |                                                                                       |                                                                                       |                                                                                       |                                                                                       |
| 260    | Autre : Desserte entre Prades et Perpignan identique à celle de la ligne 220. |                                                                                       |                                                                                       |                                                                                       |                                                                                       |                                                                                       |                                                                                       |                                                                                       |                                                                                       |
| 260    | Dernière actualisation : — |                                                                                       |                                                                                       |                                                                                       |                                                                                       |                                                                                       |                                                                                       |                                                                                       |                                                                                       |
| 260a-b | Boucle Cerdane | Boucle Cerdane                                                                        | Boucle Cerdane                                                                        | Boucle Cerdane                                                                        | Boucle Cerdane                                                                        | Boucle Cerdane                                                                        | Boucle Cerdane                                                                        | Boucle Cerdane                                                                        | Boucle Cerdane                                                                        |
| 260a-b | Latour-de-Carol ⥋ Mont-Louis |                                                                                       |                                                                                       |                                                                                       |                                                                                       |                                                                                       |                                                                                       |                                                                                       |                                                                                       |
| 260a-b | Ouverture / Fermeture — / — | Longueur 33/37 km                                                                     | Durée 55-1h30 min                                                                     | Nb. d’arrêts 13/17                                                                    | Matériel Mercedes-Benz Intouro                                                        | Jours de fonctionnement L, Ma, Me, J, V, S, D                                         | Jour / Soir / Nuit / Fêtes O / N / N / N                                              | Voy. / an —                                                                           | Dépôt —                                                                               |
| 260a-b | Desserte : - 260a : Latour-de-Carol Foyer ; Enveitg Gare SNCF, La Poste, Balcon Cerdan ; Ur RN 20 ; Bourg-Madame La Poste ; Osséja Parking École ; Nahuja Carrefour ; Err Place ; Saillagouse Mairie, Place de Cerdagne ; La Cabanasse Col de la Perche ; Mont-Louis Porte de France - 260b : Mont-Louis Porte de France ; Bolquère Rond-Point de Pyrénées 2000, Office du Tourisme ; Font-Romeu Ermitage, Office du Tourisme ; Égat Auto-école ; Targasonne Parking Mairie ; Angoustrine Ecole ; Villeneuve-les-Escaldes Rond point de Dorres ; Ur Mairie ; Bourg-Madame La Poste ; Enveitg Balcon Cerdan, La Poste, Gare SNCF ; Latour-de-Carol Foyer ; Porta Parking RN 20 ; Porté-Puymorens Parking Castel Isard |                                                                                       |                                                                                       |                                                                                       |                                                                                       |                                                                                       |                                                                                       |                                                                                       |                                                                                       |
| 260a-b | Autre : La ligne fonctionne en boucle dans les deux sens |                                                                                       |                                                                                       |                                                                                       |                                                                                       |                                                                                       |                                                                                       |                                                                                       |                                                                                       |
| 260a-b | Dernière actualisation : — |                                                                                       |                                                                                       |                                                                                       |                                                                                       |                                                                                       |                                                                                       |                                                                                       |                                                                                       |
| 261    | Formiguères ⥋ Mont-Louis | Formiguères ⥋ Mont-Louis                                                              | Formiguères ⥋ Mont-Louis                                                              | Formiguères ⥋ Mont-Louis                                                              | Formiguères ⥋ Mont-Louis                                                              | Formiguères ⥋ Mont-Louis                                                              | Formiguères ⥋ Mont-Louis                                                              | Formiguères ⥋ Mont-Louis                                                              | Formiguères ⥋ Mont-Louis                                                              |
| 261    | Ouverture / Fermeture — / — | Longueur 27 km                                                                        | Durée 35 min                                                                          | Nb. d’arrêts 9                                                                        | Matériel Mercedes-Benz Intouro                                                        | Jours de fonctionnement L, Ma, Me, J, V, S, D                                         | Jour / Soir / Nuit / Fêtes O / N / N / N                                              | Voy. / an —                                                                           | Dépôt —                                                                               |
| 261    | Desserte : Formiguères Place ; Matemale Foyer ; Les Angles Complexe Sportif, Yaka, Pla del Mir ; La Llagonne La Quillane, Abribus ; Mont-Louis Porte de France ; La Cabanasse Gare SNCF |                                                                                       |                                                                                       |                                                                                       |                                                                                       |                                                                                       |                                                                                       |                                                                                       |                                                                                       |
| 261    | Autre : Correspondance vers Prades – Gare Routière à Mont-Louis par la ligne 260 ; de Prades, correspondance vers Perpignan par la ligne 200 |                                                                                       |                                                                                       |                                                                                       |                                                                                       |                                                                                       |                                                                                       |                                                                                       |                                                                                       |
| 261    | Dernière actualisation : — |                                                                                       |                                                                                       |                                                                                       |                                                                                       |                                                                                       |                                                                                       |                                                                                       |                                                                                       |
| 263    | Fontpédrouse ⥋ Prades | Fontpédrouse ⥋ Prades                                                                 | Fontpédrouse ⥋ Prades                                                                 | Fontpédrouse ⥋ Prades                                                                 | Fontpédrouse ⥋ Prades                                                                 | Fontpédrouse ⥋ Prades                                                                 | Fontpédrouse ⥋ Prades                                                                 | Fontpédrouse ⥋ Prades                                                                 | Fontpédrouse ⥋ Prades                                                                 |
| 263    | Ouverture / Fermeture — / — | Longueur 27 km                                                                        | Durée 55 min                                                                          | Nb. d’arrêts 11                                                                       | Matériel —                                                                            | Jours de fonctionnement Ma, S                                                         | Jour / Soir / Nuit / Fêtes O / N / N / N                                              | Voy. / an —                                                                           | Dépôt —                                                                               |
| 263    | Desserte : Fontpédrouse Route Nationale ; Thuès-Entre-Valls La Poste, Les Thermes ; Olette Hôtel de Ville ; Serdinya Joncet, Arrêt de bus ; Ria Centre ; Prades Valroch, Lotissement Plein Soleil, Gare routière, Chant des oiseaux |                                                                                       |                                                                                       |                                                                                       |                                                                                       |                                                                                       |                                                                                       |                                                                                       |                                                                                       |
| 263    | Autre : |                                                                                       |                                                                                       |                                                                                       |                                                                                       |                                                                                       |                                                                                       |                                                                                       |                                                                                       |
| 263    | Dernière actualisation : — |                                                                                       |                                                                                       |                                                                                       |                                                                                       |                                                                                       |                                                                                       |                                                                                       |                                                                                       |
| 264    | La Cabanasse ⥋ Pla de Barrès | La Cabanasse ⥋ Pla de Barrès                                                          | La Cabanasse ⥋ Pla de Barrès                                                          | La Cabanasse ⥋ Pla de Barrès                                                          | La Cabanasse ⥋ Pla de Barrès                                                          | La Cabanasse ⥋ Pla de Barrès                                                          | La Cabanasse ⥋ Pla de Barrès                                                          | La Cabanasse ⥋ Pla de Barrès                                                          | La Cabanasse ⥋ Pla de Barrès                                                          |
| 264    | Ouverture / Fermeture — / — | Longueur 3,5 km                                                                       | Durée 15 min                                                                          | Nb. d’arrêts 3                                                                        | Matériel —                                                                            | Jours de fonctionnement L, Ma, Me, J, V, S, D                                         | Jour / Soir / Nuit / Fêtes O / N / N / O                                              | Voy. / an —                                                                           | Dépôt —                                                                               |
| 264    | Desserte : La Cabanasse Gare SNCF ; Mont-Louis Porte de France ; Les Bouillousses Pla de Barrès |                                                                                       |                                                                                       |                                                                                       |                                                                                       |                                                                                       |                                                                                       |                                                                                       |                                                                                       |
| 264    | Autre : Ligne fonctionnant uniquement l'été de l'avant-dernier week-end de juin au deuxième week-end de septembre. |                                                                                       |                                                                                       |                                                                                       |                                                                                       |                                                                                       |                                                                                       |                                                                                       |                                                                                       |
| 264    | Dernière actualisation : — |                                                                                       |                                                                                       |                                                                                       |                                                                                       |                                                                                       |                                                                                       |                                                                                       |                                                                                       |
| 265    | Osséja ⥋ Bourg-Madame | Osséja ⥋ Bourg-Madame                                                                 | Osséja ⥋ Bourg-Madame                                                                 | Osséja ⥋ Bourg-Madame                                                                 | Osséja ⥋ Bourg-Madame                                                                 | Osséja ⥋ Bourg-Madame                                                                 | Osséja ⥋ Bourg-Madame                                                                 | Osséja ⥋ Bourg-Madame                                                                 | Osséja ⥋ Bourg-Madame                                                                 |
| 265    | Ouverture / Fermeture — / — | Longueur 3,7 km                                                                       | Durée 10 min                                                                          | Nb. d’arrêts 3                                                                        | Matériel Mercedes-Benz Intouro                                                        | Jours de fonctionnement Ma, S                                                         | Jour / Soir / Nuit / Fêtes O / N / N / N                                              | Voy. / an —                                                                           | Dépôt —                                                                               |
| 265    | Desserte : Osséja Parking Ecole ; Palau-de-Cerdagne Avenue du Carlit ; Bourg-Madame La Poste |                                                                                       |                                                                                       |                                                                                       |                                                                                       |                                                                                       |                                                                                       |                                                                                       |                                                                                       |
| 265    | Autre : |                                                                                       |                                                                                       |                                                                                       |                                                                                       |                                                                                       |                                                                                       |                                                                                       |                                                                                       |
| 265    | Dernière actualisation : — |                                                                                       |                                                                                       |                                                                                       |                                                                                       |                                                                                       |                                                                                       |                                                                                       |                                                                                       |

### Lignes 310 à 391
| Ligne   | Caractéristiques | Caractéristiques                 | Caractéristiques                 | Caractéristiques                 | Caractéristiques                       | Caractéristiques                              | Caractéristiques                         | Caractéristiques                 | Caractéristiques                 |
| 310     | Le Perthus ⥋ Le Boulou | Le Perthus ⥋ Le Boulou           | Le Perthus ⥋ Le Boulou           | Le Perthus ⥋ Le Boulou           | Le Perthus ⥋ Le Boulou                 | Le Perthus ⥋ Le Boulou                        | Le Perthus ⥋ Le Boulou                   | Le Perthus ⥋ Le Boulou           | Le Perthus ⥋ Le Boulou           |
| ------- | --- | -------------------------------- | -------------------------------- | -------------------------------- | -------------------------------------- | --------------------------------------------- | ---------------------------------------- | -------------------------------- | -------------------------------- |
| 310     | Ouverture / Fermeture — / — | Longueur 12 km                   | Durée 20 min                     | Nb. d’arrêts 8                   | Matériel Mercedes-Benz Intouro ME 13m. | Jours de fonctionnement L, Ma, Me, J, V, S    | Jour / Soir / Nuit / Fêtes O / N / N / N | Voy. / an —                      | Dépôt —                          |
| 310     | Desserte : Le Perthus Douanes, Point Information ; Les Cluses Souricière ; Le Boulou Les Thermes, La Poste, La Rourède |                                  |                                  |                                  |                                        |                                               |                                          |                                  |                                  |
| 310     | Autre : Depuis Le Boulou – La Poste, liaisons directes avec la gare routière de Perpignan. |                                  |                                  |                                  |                                        |                                               |                                          |                                  |                                  |
| 310     | Dernière actualisation : — |                                  |                                  |                                  |                                        |                                               |                                          |                                  |                                  |
| 300/340 | Arles-sur-Tech/Céret ⥋ Perpignan | Arles-sur-Tech/Céret ⥋ Perpignan | Arles-sur-Tech/Céret ⥋ Perpignan | Arles-sur-Tech/Céret ⥋ Perpignan | Arles-sur-Tech/Céret ⥋ Perpignan       | Arles-sur-Tech/Céret ⥋ Perpignan              | Arles-sur-Tech/Céret ⥋ Perpignan         | Arles-sur-Tech/Céret ⥋ Perpignan | Arles-sur-Tech/Céret ⥋ Perpignan |
| 300/340 | Ouverture / Fermeture — / — | Longueur 33/44 km                | Durée 55-1h15 min                | Nb. d’arrêts 13/29               | Matériel Mercedes-Benz Intouro ME 13m. | Jours de fonctionnement L, Ma, Me, J, V, S, D | Jour / Soir / Nuit / Fêtes O / N / N / N | Voy. / an —                      | Dépôt —                          |
| 300/340 | Desserte : - Arles-sur-Tech Gare routière, Le Pont Neuf, Le Calciné, Alzina Rodona, Can Baget ; Amélie-les-Bains Gare Routière, Camping, Can Day, Papeterie, Estanyol ; Reynès La Forge, Pont, La Cabanasse ; Céret Rue du 19 mars, Rond point des Croix de Guerre, Rond point du Toréador, La Padragouse, , Zone Industrielle "Tech-Ourlich" ; Saint-Jean-Pla-de-Corts Rond point ; Le Boulou Néoulous, Cinéma, La Poste, La Rourède ; Banyuls-dels-Aspres L'Olliu ; Villemolaque RD 900, Mas Sabole ; Pollestres Cave ; Perpignan Bretonneau, Gare Routière Départementale (Bld St Assiscle) - Céret Rond-point du Toréador, Rond-point de la Médaille Militaire ; Maureillas-las-Illas Château d'Eau, Centre ; Le Boulou Les Thermes, La Poste, La Rourède ; Banyuls-dels-Aspres L'Olliu ; Villemolaque RD 900, Mas Sabole ; Pollestres Cave ; Perpignan Bretonneau, Gare Routière Départementale (Bld St Assiscle) |                                  |                                  |                                  |                                        |                                               |                                          |                                  |                                  |
| 300/340 | Autre : |                                  |                                  |                                  |                                        |                                               |                                          |                                  |                                  |
| 300/340 | Dernière actualisation : — |                                  |                                  |                                  |                                        |                                               |                                          |                                  |                                  |
| 300/341 | La Preste ⥋ Perpignan | La Preste ⥋ Perpignan            | La Preste ⥋ Perpignan            | La Preste ⥋ Perpignan            | La Preste ⥋ Perpignan                  | La Preste ⥋ Perpignan                         | La Preste ⥋ Perpignan                    | La Preste ⥋ Perpignan            | La Preste ⥋ Perpignan            |
| 300/341 | Ouverture / Fermeture — / — | Longueur 71 km                   | Durée 1h55 min                   | Nb. d’arrêts 43                  | Matériel —                             | Jours de fonctionnement L, Ma, Me, J, V, S, D | Jour / Soir / Nuit / Fêtes O / N / N / O | Voy. / an —                      | Dépôt —                          |
| 300/341 | Desserte : La Preste Établissement thermal ; Prats-de-Mollo Foiral, Hôtel Touristes, Saint Martin ; Le Tech Village, Manyaques ; Arles-sur-Tech Le Pas du Loup, Can Partere ; Montferrer La Palma (gorges de la Fou) ; Arles-sur-Tech Mas d'en Plume, Chambre des métiers, Collège, Gare Routière, Le Pont Neuf, Le Calciné, Alzina Rodoma, Can Baget ; Amélie-les-Bains Gare Routière, Camping, Can Day, Papeterie, Estanyol ; Reynès La Forge, Pont, La Cabanasse ; Céret Rue du 19 mars, Rond point des Croix de Guerre, Rond point du Toréador, La Padragouse, , Zone Industrielle "Tech-Ourlich" ; Saint-Jean-Pla-de-Corts Rond point ; Le Boulou Néoulous, Cinéma, La Poste, La Rourède ; Banyuls-dels-Aspres L'Olliu ; Villemolaque RD 900, Mas Sabole ; Pollestres Cave ; Perpignan Bretonneau, Gare Routière Départementale (Bld St Assiscle)                                                                 |                                  |                                  |                                  |                                        |                                               |                                          |                                  |                                  |
| 300/341 | Autre : |                                  |                                  |                                  |                                        |                                               |                                          |                                  |                                  |
| 300/341 | Dernière actualisation : — |                                  |                                  |                                  |                                        |                                               |                                          |                                  |                                  |
| 340/341 | Navette Thermale | Navette Thermale                 | Navette Thermale                 | Navette Thermale                 | Navette Thermale                       | Navette Thermale                              | Navette Thermale                         | Navette Thermale                 | Navette Thermale                 |
| 340/341 | La Preste ⥋ Prats-de-Mollo |                                  |                                  |                                  |                                        |                                               |                                          |                                  |                                  |
| 340/341 | Ouverture / Fermeture — / — | Longueur 9,5 km                  | Durée 25 min                     | Nb. d’arrêts 10                  | Matériel —                             | Jours de fonctionnement L, Ma, Me, J, V, S, D | Jour / Soir / Nuit / Fêtes O / N / N / O | Voy. / an —                      | Dépôt —                          |
| 340/341 | Desserte : Prats-de-Mollo-la-Preste Etablissement Thermal, Hameau de La Preste, Saint-Sauveur, Les Tilleuls, Camping Can Nadal, Les 4 Routes, Estamarius, Foiral, Hôtel Touristes, Camping Saint-Martin |                                  |                                  |                                  |                                        |                                               |                                          |                                  |                                  |
| 340/341 | Autre : |                                  |                                  |                                  |                                        |                                               |                                          |                                  |                                  |
| 340/341 | Dernière actualisation : — |                                  |                                  |                                  |                                        |                                               |                                          |                                  |                                  |
| 342     | Coustouges ⥋ Perpignan | Coustouges ⥋ Perpignan           | Coustouges ⥋ Perpignan           | Coustouges ⥋ Perpignan           | Coustouges ⥋ Perpignan                 | Coustouges ⥋ Perpignan                        | Coustouges ⥋ Perpignan                   | Coustouges ⥋ Perpignan           | Coustouges ⥋ Perpignan           |
| 342     | Ouverture / Fermeture — / — | Longueur 62 km                   | Durée 1h50 min                   | Nb. d’arrêts 38                  | Matériel Mercedes-Benz Sprinter        | Jours de fonctionnement L, Ma, Me, J, V, S, D | Jour / Soir / Nuit / Fêtes O / N / N / O | Voy. / an —                      | Dépôt —                          |
| 342     | Desserte : Coustouges Parking ; Saint-Laurent-de-Cerdans Centre Artisanal, Gare Routière, Gendarmerie, La Forge del mitg ; Arles-sur-Tech Le Pas du Loup, Can Partere ; Montferrer La Palma (gorges de la Fou) ; Arles-sur-Tech Mas d'en Plume, Chambre des métiers, Collège, Gare Routière, Le Pont Neuf, Le Calciné, Alzina Rodoma, Can Baget ; Amélie-les-Bains Gare Routière, Camping, Can Day, Papeterie, Estanyol ; Reynès La Forge, Pont, La Cabanasse ; Céret Rue du 19 mars, Rond point des Croix de Guerre, Rond point du Toréador, La Padragouse, , Zone Industrielle "Tech-Ourlich" ; Saint-Jean-Pla-de-Corts Rond point ; Le Boulou Néoulous, Cinéma, La Poste, La Rourède ; Banyuls-dels-Aspres L'Olliu ; Villemolaque RD 900, Mas Sabole ; Pollestres Cave ; Perpignan Bretonneau, Gare Routière Départementale (Bld St Assiscle)                                                                       |                                  |                                  |                                  |                                        |                                               |                                          |                                  |                                  |
| 342     | Autre : |                                  |                                  |                                  |                                        |                                               |                                          |                                  |                                  |
| 342     | Dernière actualisation : — |                                  |                                  |                                  |                                        |                                               |                                          |                                  |                                  |
| 345     | La Bastide ⥋ Amélie-les-Bains | La Bastide ⥋ Amélie-les-Bains    | La Bastide ⥋ Amélie-les-Bains    | La Bastide ⥋ Amélie-les-Bains    | La Bastide ⥋ Amélie-les-Bains          | La Bastide ⥋ Amélie-les-Bains                 | La Bastide ⥋ Amélie-les-Bains            | La Bastide ⥋ Amélie-les-Bains    | La Bastide ⥋ Amélie-les-Bains    |
| 345     | Ouverture / Fermeture — / — | Longueur 30 km                   | Durée —                          | Nb. d’arrêts 50                  | Matériel Mercedes-Benz Sprinter        | Jours de fonctionnement J, S                  | Jour / Soir / Nuit / Fêtes O / N / N / N | Voy. / an —                      | Dépôt —                          |
| 345     | Desserte : La Bastide Parking ; Saint-Marsal Parking ; Taulis Parking ; Montbolo Parking ; Amélie-les-Bains Pont du Gymnase, Gare routière |                                  |                                  |                                  |                                        |                                               |                                          |                                  |                                  |
| 345     | Autre : |                                  |                                  |                                  |                                        |                                               |                                          |                                  |                                  |
| 345     | Dernière actualisation : — |                                  |                                  |                                  |                                        |                                               |                                          |                                  |                                  |
| 370     | Banyuls-dels-Aspres ⥋ Perpignan | Banyuls-dels-Aspres ⥋ Perpignan  | Banyuls-dels-Aspres ⥋ Perpignan  | Banyuls-dels-Aspres ⥋ Perpignan  | Banyuls-dels-Aspres ⥋ Perpignan        | Banyuls-dels-Aspres ⥋ Perpignan               | Banyuls-dels-Aspres ⥋ Perpignan          | Banyuls-dels-Aspres ⥋ Perpignan  | Banyuls-dels-Aspres ⥋ Perpignan  |
| 370     | Ouverture / Fermeture — / — | Longueur 26 km                   | Durée 55 min                     | Nb. d’arrêts 10                  | Matériel —                             | Jours de fonctionnement L, Ma, Me, J, V, S    | Jour / Soir / Nuit / Fêtes O / N / N / N | Voy. / an —                      | Dépôt —                          |
| 370     | Desserte : Banyuls-dels-Aspres Rue du Souvenir français ; Saint-Jean-Lasseille La Cabane ; Brouilla Avenue Clémenceau, Pont ; Montescot Rue d'Avall Rich, Mairie, Lotissement Cantayres ; Perpignan Broadway, Mercader, Gare Routière |                                  |                                  |                                  |                                        |                                               |                                          |                                  |                                  |
| 370     | Autre : |                                  |                                  |                                  |                                        |                                               |                                          |                                  |                                  |
| 370     | Dernière actualisation : — |                                  |                                  |                                  |                                        |                                               |                                          |                                  |                                  |
| 380     | Passa ⥋ Thuir | Passa ⥋ Thuir                    | Passa ⥋ Thuir                    | Passa ⥋ Thuir                    | Passa ⥋ Thuir                          | Passa ⥋ Thuir                                 | Passa ⥋ Thuir                            | Passa ⥋ Thuir                    | Passa ⥋ Thuir                    |
| 380     | Ouverture / Fermeture — / — | Longueur 31 km                   | Durée 1h00 min                   | Nb. d’arrêts 13                  | Matériel —                             | Jours de fonctionnement L, Ma, Me, J, V, S    | Jour / Soir / Nuit / Fêtes O / N / N / N | Voy. / an —                      | Dépôt —                          |
| 380     | Desserte : Passa Centre ; Tresserre Lotissement ; Villemolaque Ecoles, Parking ; Trouillas Les hauts Plateaux, Place, Tonkin ; Thuir La Poste, Piscine, Les Espassoles, Les Rosiers – Domaine de Saü ; Perpignan Saint Assiscle, Gare Routière |                                  |                                  |                                  |                                        |                                               |                                          |                                  |                                  |
| 380     | Autre : |                                  |                                  |                                  |                                        |                                               |                                          |                                  |                                  |
| 380     | Dernière actualisation : — |                                  |                                  |                                  |                                        |                                               |                                          |                                  |                                  |
| 390     | Fourques ⥋ Thuir | Fourques ⥋ Thuir                 | Fourques ⥋ Thuir                 | Fourques ⥋ Thuir                 | Fourques ⥋ Thuir                       | Fourques ⥋ Thuir                              | Fourques ⥋ Thuir                         | Fourques ⥋ Thuir                 | Fourques ⥋ Thuir                 |
| 390     | Ouverture / Fermeture — / — | Longueur 26 km                   | Durée 45 min                     | Nb. d’arrêts 18                  | Matériel —                             | Jours de fonctionnement L, Ma, Me, J, V, S    | Jour / Soir / Nuit / Fêtes O / N / N / N | Voy. / an —                      | Dépôt —                          |
| 390     | Desserte : Fourques Aire de Loisirs, Foyer Rural ; Terrats Mairie ; Sainte-Colombe Veinat de l'Espinassière, Village ; Thuir Domaine des Vignes, Balcon de l'Aspre, Les Acacias, Hôpital, La Canterrane, Rond point des Aspres, La Poste, Piscine, Les Espassoles, Les Rosiers – Domaine de Saü ; Toulouges Mairie ; Perpignan Saint Assiscle, Gare Routière Départementale |                                  |                                  |                                  |                                        |                                               |                                          |                                  |                                  |
| 390     | Autre : |                                  |                                  |                                  |                                        |                                               |                                          |                                  |                                  |
| 390     | Dernière actualisation : — |                                  |                                  |                                  |                                        |                                               |                                          |                                  |                                  |
| 391     | Camélas ⥋ Thuir | Camélas ⥋ Thuir                  | Camélas ⥋ Thuir                  | Camélas ⥋ Thuir                  | Camélas ⥋ Thuir                        | Camélas ⥋ Thuir                               | Camélas ⥋ Thuir                          | Camélas ⥋ Thuir                  | Camélas ⥋ Thuir                  |
| 391     | Ouverture / Fermeture — / — | Longueur 14 km                   | Durée 20 min                     | Nb. d’arrêts 7                   | Matériel —                             | Jours de fonctionnement Ma, S                 | Jour / Soir / Nuit / Fêtes O / N / N / N | Voy. / an —                      | Dépôt —                          |
| 391     | Desserte : Camélas Village, Politg, Bellecroze ; Castelnou Pia de l'Auxinell ; Camélas Mairie, La Ferrerie ; Thuir Poste |                                  |                                  |                                  |                                        |                                               |                                          |                                  |                                  |
| 391     | Autre : |                                  |                                  |                                  |                                        |                                               |                                          |                                  |                                  |
| 391     | Dernière actualisation : — |                                  |                                  |                                  |                                        |                                               |                                          |                                  |                                  |

### Lignes 400 à 460
| Ligne | Caractéristiques | Caractéristiques                                        | Caractéristiques                                        | Caractéristiques                                        | Caractéristiques                                        | Caractéristiques                                        | Caractéristiques                                        | Caractéristiques                                        | Caractéristiques                                        |
| 400   | Cerbère ⥋ Perpignan | Cerbère ⥋ Perpignan                                     | Cerbère ⥋ Perpignan                                     | Cerbère ⥋ Perpignan                                     | Cerbère ⥋ Perpignan                                     | Cerbère ⥋ Perpignan                                     | Cerbère ⥋ Perpignan                                     | Cerbère ⥋ Perpignan                                     | Cerbère ⥋ Perpignan                                     |
| ----- | --- | ------------------------------------------------------- | ------------------------------------------------------- | ------------------------------------------------------- | ------------------------------------------------------- | ------------------------------------------------------- | ------------------------------------------------------- | ------------------------------------------------------- | ------------------------------------------------------- |
| 400   | Ouverture / Fermeture — / — | Longueur 52 km                                          | Durée 1h40-45 min                                       | Nb. d’arrêts 30                                         | Matériel —                                              | Jours de fonctionnement L, Ma, Me, J, V, S, D           | Jour / Soir / Nuit / Fêtes O / N / N / N                | Voy. / an —                                             | Dépôt —                                                 |
| 400   | Desserte : Cerbère Mairie, La Cave, Cap Peyrefitte ; Banyuls Le Troc, Office du Tourisme, Les Elles ; Port-Vendres Paulilles RD 914, Les Quais, Obélisque, Cimetière ; Collioure Centre Air Mer Soleil, Le Glacis ; Argelès-Plage Valmarie, Port-Argelès, Avenue du Tech (La Massane), Avenue du Tech (Le Pré Catalan), Rond-Point de l'Arrivée (Avenue du Grau), Rond point de l'Ordre National du Mérite, Rond point des Médaillés Militaires ; Argelès-Village Mas Botte, Rond point des évadés de France, Hôtel de Ville, Le Christ, Parc d'Activités ; Elne Mairie, Ancienne Gendarmerie ; Perpignan Broadway, Mercader, Gare Routière                                                                   |                                                         |                                                         |                                                         |                                                         |                                                         |                                                         |                                                         |                                                         |
| 400   | Autre : |                                                         |                                                         |                                                         |                                                         |                                                         |                                                         |                                                         |                                                         |
| 400   | Dernière actualisation : — |                                                         |                                                         |                                                         |                                                         |                                                         |                                                         |                                                         |                                                         |
| 401   | Céret ⥋ Argelès-sur-Mer | Céret ⥋ Argelès-sur-Mer                                 | Céret ⥋ Argelès-sur-Mer                                 | Céret ⥋ Argelès-sur-Mer                                 | Céret ⥋ Argelès-sur-Mer                                 | Céret ⥋ Argelès-sur-Mer                                 | Céret ⥋ Argelès-sur-Mer                                 | Céret ⥋ Argelès-sur-Mer                                 | Céret ⥋ Argelès-sur-Mer                                 |
| 401   | Ouverture / Fermeture — / — | Longueur 50 km                                          | Durée 1h30 min                                          | Nb. d’arrêts 29                                         | Matériel —                                              | Jours de fonctionnement L, Ma, Me, J, V, S              | Jour / Soir / Nuit / Fêtes O / N / N / N                | Voy. / an —                                             | Dépôt —                                                 |
| 401   | Desserte : Céret Rond point du Toréador, Rond point de la Médaille Militaire ; Maureillas-las-Illas Château d'Eau, Centre ; Le Boulou Les Thermes, Néoulous, Cinéma ; Montesquieu-des-Albères Avenue Galy, Mas Santraille, Avenue de la Mer, Agouillous ; Villelongue-dels-Monts Cabanils ; Saint-Génis-des-Fontaines La Poste, Lotissement Montserrat ; Laroque-des-Albères Chapelle Tanya, La Poste, Cimetière ; Sorède Parking, Avenue du Roussillon ; Saint-André La Tuilerie, Salle des Fêtes, Intermarché ; Palau-del-Vidre Place ; Argelès-sur-Mer Parc d'Activité, Le Christ, Route Nationale, Rond point des Médaillés Militaires, Rond point de l'Ordre National du Mérite, Rond point de l'Arrivée |                                                         |                                                         |                                                         |                                                         |                                                         |                                                         |                                                         |                                                         |
| 401   | Autre : |                                                         |                                                         |                                                         |                                                         |                                                         |                                                         |                                                         |                                                         |
| 401   | Dernière actualisation : — |                                                         |                                                         |                                                         |                                                         |                                                         |                                                         |                                                         |                                                         |
| 411   | Montesquieu des Albères ⥋ Le Boulou | Montesquieu des Albères ⥋ Le Boulou                     | Montesquieu des Albères ⥋ Le Boulou                     | Montesquieu des Albères ⥋ Le Boulou                     | Montesquieu des Albères ⥋ Le Boulou                     | Montesquieu des Albères ⥋ Le Boulou                     | Montesquieu des Albères ⥋ Le Boulou                     | Montesquieu des Albères ⥋ Le Boulou                     | Montesquieu des Albères ⥋ Le Boulou                     |
| 411   | Ouverture / Fermeture — / — | Longueur 13 km                                          | Durée 20-25 min                                         | Nb. d’arrêts 8                                          | Matériel —                                              | Jours de fonctionnement L, Ma, Me, J, V, S              | Jour / Soir / Nuit / Fêtes O / N / N / N                | Voy. / an —                                             | Dépôt —                                                 |
| 411   | Desserte : Montesquieu-des-Albères Avenue Galy, Grand Rue, Mas Santraille, Agouillous, Avenue de la Mer, Trompettes hautes ; Le Boulou La Poste, La Rourède |                                                         |                                                         |                                                         |                                                         |                                                         |                                                         |                                                         |                                                         |
| 411   | Autre : Correspondance pour Perpignan au Boulou – La Poste |                                                         |                                                         |                                                         |                                                         |                                                         |                                                         |                                                         |                                                         |
| 411   | Dernière actualisation : — |                                                         |                                                         |                                                         |                                                         |                                                         |                                                         |                                                         |                                                         |
| 412   | Saint Génis des Fontaines ⥋ Argelès sur Mer / Perpignan | Saint Génis des Fontaines ⥋ Argelès sur Mer / Perpignan | Saint Génis des Fontaines ⥋ Argelès sur Mer / Perpignan | Saint Génis des Fontaines ⥋ Argelès sur Mer / Perpignan | Saint Génis des Fontaines ⥋ Argelès sur Mer / Perpignan | Saint Génis des Fontaines ⥋ Argelès sur Mer / Perpignan | Saint Génis des Fontaines ⥋ Argelès sur Mer / Perpignan | Saint Génis des Fontaines ⥋ Argelès sur Mer / Perpignan | Saint Génis des Fontaines ⥋ Argelès sur Mer / Perpignan |
| 412   | Ouverture / Fermeture — / — | Longueur 14 km/28 km                                    | Durée 30 min/1h10 min                                   | Nb. d’arrêts 5/6                                        | Matériel —                                              | Jours de fonctionnement L, Ma, Me, J, V, S              | Jour / Soir / Nuit / Fêtes O / N / N / N                | Voy. / an —                                             | Dépôt —                                                 |
| 412   | Desserte : - Destination Argelès : Saint-Génis-des-Fontaines La Poste ; Palau-del-Vidre Place ; Argelès-sur-Mer Zone artisanale, Le Christ, Route Nationale, Hôtel de Ville - Destination Perpignan : Saint-Génis-des-Fontaines La Poste ; Palau-del-Vidre Place ; Perpignan Broadway, Mercader, Gare routière |                                                         |                                                         |                                                         |                                                         |                                                         |                                                         |                                                         |                                                         |
| 412   | Autre : Correspondance pour Perpignan via Elle à Argelès – Le Christ |                                                         |                                                         |                                                         |                                                         |                                                         |                                                         |                                                         |                                                         |
| 412   | Dernière actualisation : — |                                                         |                                                         |                                                         |                                                         |                                                         |                                                         |                                                         |                                                         |
| 413   | Villelongue-dels-Monts ⥋ Argelès sur Mer / Perpignan | Villelongue-dels-Monts ⥋ Argelès sur Mer / Perpignan    | Villelongue-dels-Monts ⥋ Argelès sur Mer / Perpignan    | Villelongue-dels-Monts ⥋ Argelès sur Mer / Perpignan    | Villelongue-dels-Monts ⥋ Argelès sur Mer / Perpignan    | Villelongue-dels-Monts ⥋ Argelès sur Mer / Perpignan    | Villelongue-dels-Monts ⥋ Argelès sur Mer / Perpignan    | Villelongue-dels-Monts ⥋ Argelès sur Mer / Perpignan    | Villelongue-dels-Monts ⥋ Argelès sur Mer / Perpignan    |
| 413   | Ouverture / Fermeture — / — | Longueur 16 km/37 km                                    | Durée 35 min/1h10 min                                   | Nb. d’arrêts 14/15                                      | Matériel —                                              | Jours de fonctionnement L, Ma, Me, J, V, S              | Jour / Soir / Nuit / Fêtes O / N / N / N                | Voy. / an —                                             | Dépôt —                                                 |
| 413   | Desserte : - Destination Argelès : Villelongue-dels-Monts Cabanils, Place d'en Damia ; Laroque-des-Albères Chapelle Tanya, La Poste, Cimetière ; Sorède Parking, Avenue du Roussillon ; Saint-André La Tuilerie, Salle des Fêtes, Intermarché ; Argelès-sur-Mer Zone Artisanale, LE Christ, Route Nationale, Hôtel de Ville - Destination Perpignan : Saint-Génis-des-Fontaines La Poste ; Villelongue-dels-Monts Cabanils, Place d'en Damia ; Laroque-des-Albères Chapelle Tanya, La Poste, Cimetière ; Sorède Parking, Avenue du Roussillon ; Saint-André La Tuilerie, Salle des Fêtes, Intermarché ; Palau-del-Vidre Place ; Perpignan Broadway, Mercader, Gare Routière                                   |                                                         |                                                         |                                                         |                                                         |                                                         |                                                         |                                                         |                                                         |
| 413   | Autre : Correspondance pour Perpignan à Argelès – Le Christ |                                                         |                                                         |                                                         |                                                         |                                                         |                                                         |                                                         |                                                         |
| 413   | Dernière actualisation : — |                                                         |                                                         |                                                         |                                                         |                                                         |                                                         |                                                         |                                                         |
| 420   | Saint-Cyprien ⥋ Perpignan | Saint-Cyprien ⥋ Perpignan                               | Saint-Cyprien ⥋ Perpignan                               | Saint-Cyprien ⥋ Perpignan                               | Saint-Cyprien ⥋ Perpignan                               | Saint-Cyprien ⥋ Perpignan                               | Saint-Cyprien ⥋ Perpignan                               | Saint-Cyprien ⥋ Perpignan                               | Saint-Cyprien ⥋ Perpignan                               |
| 420   | Ouverture / Fermeture — / — | Longueur 28 km                                          | Durée 1h00-1h10 min                                     | Nb. d’arrêts 23                                         | Matériel —                                              | Jours de fonctionnement L, Ma, Me, J, V, S              | Jour / Soir / Nuit / Fêtes O / N / N / N                | Voy. / an —                                             | Dépôt —                                                 |
| 420   | Desserte : Saint-Cyprien Rond-point Lanoux, Dunes d'Argent, Rond-point de Capellans, Pont Tournant, Rapatel, Résidence de la Mer, Rond-point Boulevard Desnoyer, Banque Populaire, Ecole Noguères, Résidence Floride, Rond-point de l'Aygual Boulevard Maillol, CCAS, Le Stade, Rland Dorgelès, Massane ; Alénya Ecole, Parc Ecoiffier, Horizon Bleu : Cabestany Médipole, Mas Guérido ; Perpignan Place Cassanyes, Boulevard Wilson, Gare Routière |                                                         |                                                         |                                                         |                                                         |                                                         |                                                         |                                                         |                                                         |
| 420   | Autre : |                                                         |                                                         |                                                         |                                                         |                                                         |                                                         |                                                         |                                                         |
| 420   | Dernière actualisation : — |                                                         |                                                         |                                                         |                                                         |                                                         |                                                         |                                                         |                                                         |
| 421   | Millas ⥋ Saint-Cyprien | Millas ⥋ Saint-Cyprien                                  | Millas ⥋ Saint-Cyprien                                  | Millas ⥋ Saint-Cyprien                                  | Millas ⥋ Saint-Cyprien                                  | Millas ⥋ Saint-Cyprien                                  | Millas ⥋ Saint-Cyprien                                  | Millas ⥋ Saint-Cyprien                                  | Millas ⥋ Saint-Cyprien                                  |
| 421   | Ouverture / Fermeture — / — | Longueur 49 km                                          | Durée 1h25 min                                          | Nb. d’arrêts 23                                         | Matériel —                                              | Jours de fonctionnement L, Ma, Me, J, V, S              | Jour / Soir / Nuit / Fêtes O / N / N / N                | Voy. / an —                                             | Dépôt —                                                 |
| 421   | Desserte : Millas Foiral ; Thuir Piscine, La Poste, Hôpital, La Canterrane, Rond-point des Aspres ; Llupia DDE ; Trouillas Avenue du Mas Deu ; Bages Rond-point, Auto-école, Christ, Bajoles ; Montescot Avenue de la Méditerranée ; Elne Lotissement de la Gare, Agence IFAC, Boulevard Jacques Albert ; Alénya Ecole, Parc Ecoiffier ; Saint-Cyprien Eglise, Le Stade, Rond-point de Capellans, Banque Populaire, Ecole Noguères |                                                         |                                                         |                                                         |                                                         |                                                         |                                                         |                                                         |                                                         |
| 421   | Autre : |                                                         |                                                         |                                                         |                                                         |                                                         |                                                         |                                                         |                                                         |
| 421   | Dernière actualisation : — |                                                         |                                                         |                                                         |                                                         |                                                         |                                                         |                                                         |                                                         |
| 422   | Saint-Cyprien ⥋ Argelès-sur-Mer | Saint-Cyprien ⥋ Argelès-sur-Mer                         | Saint-Cyprien ⥋ Argelès-sur-Mer                         | Saint-Cyprien ⥋ Argelès-sur-Mer                         | Saint-Cyprien ⥋ Argelès-sur-Mer                         | Saint-Cyprien ⥋ Argelès-sur-Mer                         | Saint-Cyprien ⥋ Argelès-sur-Mer                         | Saint-Cyprien ⥋ Argelès-sur-Mer                         | Saint-Cyprien ⥋ Argelès-sur-Mer                         |
| 422   | Ouverture / Fermeture — / — | Longueur 18 km                                          | Durée 40 min                                            | Nb. d’arrêts 15                                         | Matériel —                                              | Jours de fonctionnement L, Ma, Me, J, V, S              | Jour / Soir / Nuit / Fêtes O / N / N / N                | Voy. / an —                                             | Dépôt —                                                 |
| 422   | Desserte : Saint-Cyprien Stade, CCAS, Rapateil, Résidence de la Mer, Banque Populaire, Rond-point Aygual Boulevard Maillol, Roland Dorgelès, Eglise ; Latour-Bas-Elne Chemin du Moulin ; Elne Mairie, Ancienne Gendarmerie, Four à Chaux, Agence IFAC, Tennis ; Argelès-sur-Mer Aire multimodale |                                                         |                                                         |                                                         |                                                         |                                                         |                                                         |                                                         |                                                         |
| 422   | Autre : |                                                         |                                                         |                                                         |                                                         |                                                         |                                                         |                                                         |                                                         |
| 422   | Dernière actualisation : — |                                                         |                                                         |                                                         |                                                         |                                                         |                                                         |                                                         |                                                         |
| 430   | Latour-Bas-Elne ⥋ Perpignan | Latour-Bas-Elne ⥋ Perpignan                             | Latour-Bas-Elne ⥋ Perpignan                             | Latour-Bas-Elne ⥋ Perpignan                             | Latour-Bas-Elne ⥋ Perpignan                             | Latour-Bas-Elne ⥋ Perpignan                             | Latour-Bas-Elne ⥋ Perpignan                             | Latour-Bas-Elne ⥋ Perpignan                             | Latour-Bas-Elne ⥋ Perpignan                             |
| 430   | Ouverture / Fermeture — / — | Longueur 19 km                                          | Durée 55-1h05 min                                       | Nb. d’arrêts 10                                         | Matériel —                                              | Jours de fonctionnement L, Ma, Me, J, V, S              | Jour / Soir / Nuit / Fêtes O / N / N / N                | Voy. / an —                                             | Dépôt —                                                 |
| 430   | Desserte : Latour-Bas-Elne Cimetière ; Elne Mairie, Ancienne Gendarmerie ; Corneilla-del-Vercol Rond-point du Sud RN 114, Allée Paul Claudel ; Théza Place, Mobiclub ; Perpignan Broadway, Mercader, Gare Routière Départementale |                                                         |                                                         |                                                         |                                                         |                                                         |                                                         |                                                         |                                                         |
| 430   | Autre : |                                                         |                                                         |                                                         |                                                         |                                                         |                                                         |                                                         |                                                         |
| 430   | Dernière actualisation : — |                                                         |                                                         |                                                         |                                                         |                                                         |                                                         |                                                         |                                                         |
| 460   | Brouilla ⥋ Perpignan | Brouilla ⥋ Perpignan                                    | Brouilla ⥋ Perpignan                                    | Brouilla ⥋ Perpignan                                    | Brouilla ⥋ Perpignan                                    | Brouilla ⥋ Perpignan                                    | Brouilla ⥋ Perpignan                                    | Brouilla ⥋ Perpignan                                    | Brouilla ⥋ Perpignan                                    |
| 460   | Ouverture / Fermeture — / — | Longueur 23 km                                          | Durée 50-55 min                                         | Nb. d’arrêts 14                                         | Matériel —                                              | Jours de fonctionnement L, Ma, Me, J, V, S              | Jour / Soir / Nuit / Fêtes O / N / N / N                | Voy. / an —                                             | Dépôt —                                                 |
| 460   | Desserte : Brouilla Avenue Clémenceau ; Ortaffa Chemin de Laroque, Pic du Néoulous, Place Jean Moulin ; Bages Bajolles, Christ, Bascule, Chemin de Mates, Rond Point ; Pollestres Cave ; Perpignan Mas Munoz, Mercader, Gare Routière Départementale |                                                         |                                                         |                                                         |                                                         |                                                         |                                                         |                                                         |                                                         |
| 460   | Autre : |                                                         |                                                         |                                                         |                                                         |                                                         |                                                         |                                                         |                                                         |
| 460   | Dernière actualisation : — |                                                         |                                                         |                                                         |                                                         |                                                         |                                                         |                                                         |                                                         |